# Grigorij Archangielski
Grigorij Zinowjewicz Archangielski, ros. Григорий Зиновьевич Архангельский (ur. 30 kwietnia?/12 maja 1896 w miasteczku Nikolskoje, w guberni włodzimierskiej, Imperium Rosyjskie, zm. 28 listopada 1959 w Leningradzie, Rosyjska FSRR) – rosyjski piłkarz, grający na pozycji napastnika, trener piłkarski.

## Kariera piłkarska

### Kariera klubowa
W 1916 rozpoczął karierę piłkarską w Klubie Sportowym Oriechowo (KSO). W latach 1916–1917 bronił barw piotrogrodzkich zespołów Putiłowskij i Mierkur. W 1917 powrócił do KSO, który potem zmienił nazwę na Krasnoje Oriechowo Oriechowo-Zujewo. W 1925 ponownie wyjechał do Leningradu, gdzie występował w klubach Krasnyj Putiłowiec, Wyborgskij Rajon i Klub im. Lenina. W połowie 1931 odszedł do Promkoopieraciji Moskwa, w którym zakończył karierę piłkarza.

### Kariera reprezentacyjna
Grał w reprezentacji Leningradu. W latach 1926–1927 występował w narodowej reprezentacji ZSRR, w której rozegrał 6 nieoficjalnych meczów i strzelił 6 goli.

## Kariera trenerska
Po zakończeniu kariery piłkarskiej rozpoczął pracę szkoleniowca. Na początku 1937 stał na czele Dynama Dniepropetrowsk, którym kierował do maja 1937. Od września 1938 do lata 1939 prowadził Stachanoweć Stalino. W 1946 (do kwietnia) prowadził Dinamo Krasnodar. W 1948 trenował Łokomotyw Zaporoże.
28 listopada 1959 zmarł w Leningradzie w wieku 63 lat.

## Sukcesy i odznaczenia

### Sukcesy piłkarskie
reprezentacja Leningradu
- wicemistrz Rosyjskiej FSRR: 1928

### Sukcesy indywidualne
- wybrany do listy 55 najlepszych piłkarzy ZSRR: Nr 2 (1920, 1926), Nr 3 (1919), Nr 4 (1928)